# Martînivka, Kaniv
Martînivka (în ucraineană Мартинівка) este localitatea de reședință a comunei Martînivka din raionul Kaniv, regiunea Cerkasî, Ucraina.

## Demografie
Componența lingvistică a localității Martînivka
     Ucraineană (97,43%)
     Rusă (2,19%)
     Alte limbi (0,31%)
Conform recensământului din 2001, majoritatea populației localității Martînivka era vorbitoare de ucraineană (97,43%), existând în minoritate și vorbitori de rusă (2,19%).